# Bongsari
Bongsari is een bestuurslaag in het regentschap Semarang van de provincie Midden-Java, Indonesië. Bongsari telt 13.039 inwoners (volkstelling 2010).